# 인도차이나땃쥐
인도차이나땃쥐(Crocidura indochinensis)는 땃쥐과에 속하는 포유류의 일종이다. 동남아시아와 중국 일부 그리고 태국 중부, 베트남 남부에서 발견된다.